# Barbara Marchisio

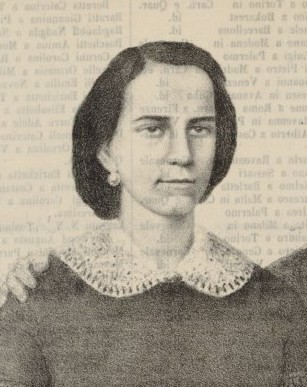
Barbara Marchisio (1833-1919)

Barbara Marchisio (Turín, 6 de diciembre de 1833-Mira, Venecia, 19 de abril de 1919) fue una contralto italiana.
Estudió con su hermano Antonino y con Fabbrica en Turín. Debutó en Vicenza como Adalgisa en Norma en 1856. Cantó por primera vez junto a su hermana, la soprano Carlotta Marchisio en Turín, en 1858, en Matilde di Shabran (Carlotta como Matilde, Barbara como Edoardo). Posteriormente lo hicieron en Guglielmo Tell (Mathilde y Jemmy) y Semiramide (Semiramide y Arsace), y en sucesivas temporadas aparecieron en diferentes teatros, en Il trovatore (Leonora y Azucena), La cenerentola (Clorinda y Cenerentola) o La sonnambula (Amina y Teresa).
En 1860 debutó en la Ópera de París (Semiramide y Guglielmo Tell, ambas en francés y junto a su hermana) y en 1862 en Her Majesty's Theatre de Londres, también con Semiramide. En 1863, en Roma cantó Preziosilla en La forza del destino (Carlotta hizo Leonora). Las hermanas aparecieron juntas por última vez en Roma en 1871, en Otello e Il trovatore. Al año siguiente, Carlotta murió en Turín, con 36 años.
Barbara continuó cantando en La Scala (Il giuramento, de Mercadante) y en Venecia (El barbero de Sevilla) hasta 1876, cuando se retiró de los escenarios y se dedicó a la enseñanza.
Ambas hermanas, con voces muy parejas, a pesar de la diferencia de tesitura, destacaron en el canto florido de las óperas de Rossini.